# Stehhilfe

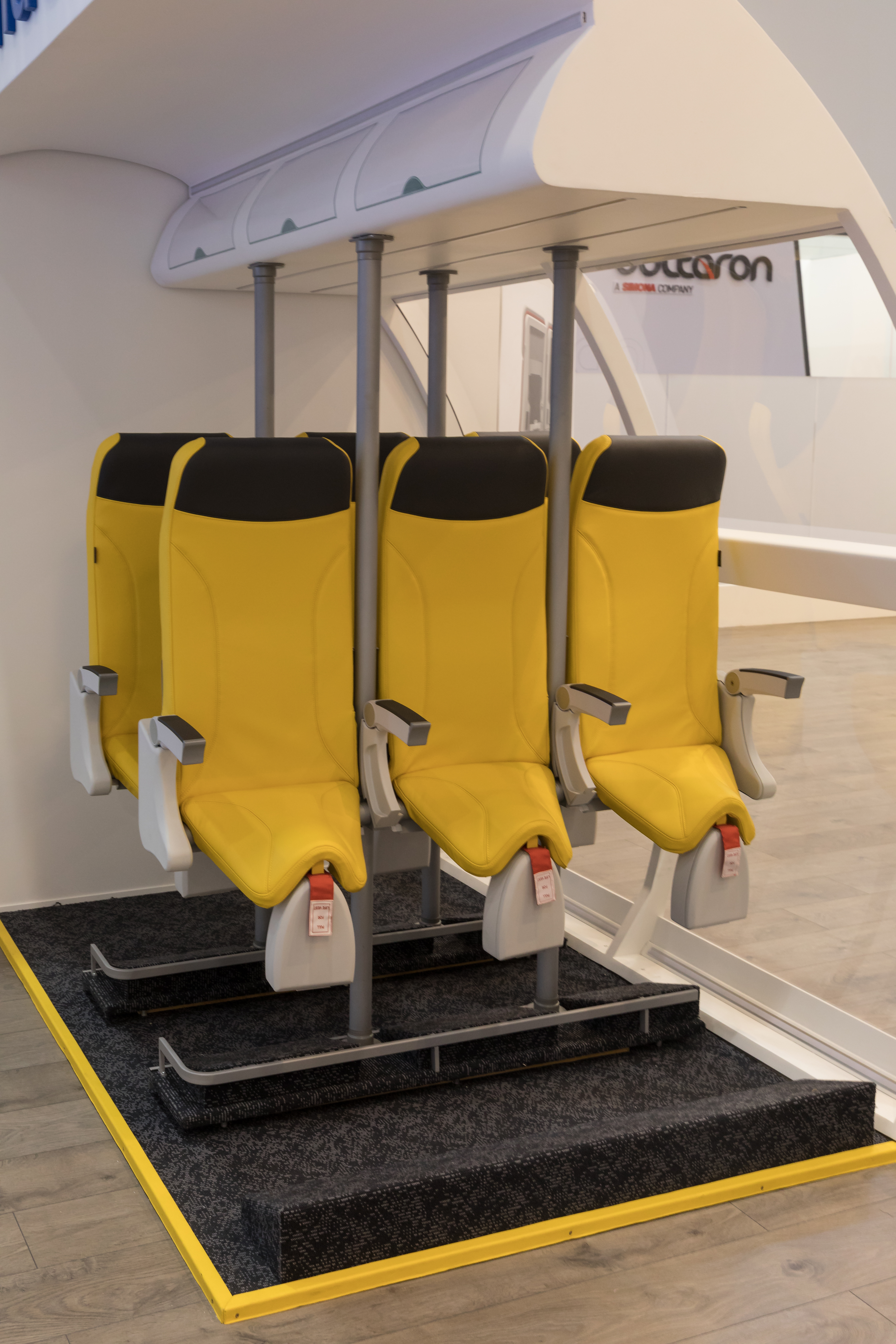
Prototyp einer Stehhilfe als Flugzeugbestuhlung

Die Stehhilfe zählt zur Familie der Arbeitsstühle. Die Sitzfläche besitzt eine gehobene Position und hat in der Regel einen kleineren Umfang als normale Stühle. Die Stehhilfe entlastet Menschen an Steharbeitsplätzen und beugt Folgeschäden durch durchgehendes Stehen vor.

## Eigenschaften
Eine Stehhilfe ist höher als ein normaler Stuhl, ergonomisch geformt und kann individuell an die Körpergröße des jeweiligen Benutzers und die bevorzugte Sitzneigung angepasst werden. Die Stehhilfe ist standfest und beeinträchtigt die Bewegungsfreiheit nicht.
Der Aufbau der Sitzfläche ist breit und weist eine abgerundete Vorderkante auf, um Druckstellen zu vermeiden. Der Fuß der Stehhilfe kann aus einer ebenen oder einer gerundeten Fläche bestehen. Im letzteren Fall wird durch eine ständige, unbewusste Ausgleichsbewegung eine Kräftigung der Muskulatur erreicht.

## Einsatzzweck
Ziel ist die Verhinderung von Schmerzen und Erkrankungen, die durch einseitige Belastung beim dauerhaften Stehen den ganzen Körper beeinflussen. So können Schulter-, Rücken- und Nackenschmerzen sowie Gelenkverschleiß der Knie und Verformungen der Füße verhindert werden. Des Weiteren wird die Zirkulation des Blutkreislaufes unterstützt und die Wirbelsäule durch Veränderungen der Körperhaltung entlastet. Da sich durch die Nutzung der Sitzhöhe die Arbeitshöhe verringert, verändert sich auch die Haltung der Arme und Hände, so dass auch hier eine Entlastung stattfindet. Insgesamt wird der Körper um bis zu 60 % des eigenen Körpergewichts bei der Nutzung der Stehhilfe entlastet. Die Entlastung führt zu einer verbesserten Konzentrationsfähigkeit.

## Einsatzort
Stehhilfen werden an Orten eingesetzt, wo langes Stehen erforderlich ist. Dazu gehören unter anderem Tätigkeiten im Labor, in der Produktion und im Servicebereich. Im Büro werden Stehhilfen in Verbindung mit höhenverstellbaren Schreibtischen genutzt.